# Naftogaz
Naftohaz Ukraine ou Naftogaz Ukraine (en ukrainien "Нафтогаз України", littéralement Pétrole Gaz Ukraine) est une société anonyme ukrainienne détenue à 100 % par le gouvernement ukrainien connue principalement pour le transport de gaz naturel, ainsi que pour l'extraction, le raffinage et le transport de pétrole.

## Description
le 21 août 1998 fut créée la Naftogaz de la mer Noire, société devant exploiter les gisements de gaz et pétrole des mers Noire et d'Azov. Elle a six champs exploités, depuis 2016, la Russie extrait 2 milliards de mètres cubes de gaz par an de la mer Noire. Kiev annonce que les forces spéciales ont repris les Vichki Boïka, plateformes pétrolières et gazières en mer Noire.

## Histoire
En 2006 et en 2009, elle s'est retrouvée en conflit avec Gazprom lors de deux crises du gaz.
En date de janvier 2009, Gazprom réclame le remboursement d'une dette de 600 millions USD à Naftogaz. 
Un scénario identique se reproduisit en mai 2009 et ce paiement fut effectué le 8 juin 2009.
Le 30 avril 2010, le premier ministre russe Vladimir Poutine a proposé à son homologue ukrainien Mykola Azarov que Gazprom (détenue à 50 % + une part par l'État russe) fusionne avec Naftogaz. La proposition sera discutée entre les deux parties en mai. Selon Viktor Tchoumak, analyste du Centre international d'études économiques, cette fusion permettrait à la Russie de prendre le contrôle des gazoducs ukrainiens.

### Filiales
UkrGasVydobuvannya pour les gisements terrestres et Naftogaz de la mer Noire (Chornomornaftogaz) pour l'exploitation maritime, Ukrtransgaz pour le stockage souterrain.